# 紅たん碧たん
『紅たん碧たん』（あかたんあおたん）は、新谷かおるによる日本の漫画である。
『週刊少年サンデー増刊号』（小学館）にて、1984年から1985年にかけて全13話連載された。コミックスは全2巻。2巻末にスキージャンパーを題材にした短編「バードランド」が掲載されている。

## ストーリー
父親に続いて保護者だったおばにも先立たれ、行くところを失った山野紅葉は、おばの遺言に従い見も知らぬ笹本万蔵と養子縁組を行う。万蔵を頼ろうと訪れるが、万蔵はすでに不帰の客となっていた。それを知った席で、万蔵の書類取り違えにより紅葉が法律上は万蔵の妻、そして未亡人に、内縁の妻だった碧が法律上は万蔵の娘となってしまったことを知り愕然とするも、持ち前の明るさで精一杯生きていこうとする。

## 登場人物

### ささにしき組
駅の南口に勢力を張る博徒（古典ギャンブル）系ヤクザ（任侠）組織。安定収入を得るために『スーパー笹屋』を経営しており、祭りの縁日ではテキ屋（露天商）も行う。ヤクザではあるがカタギには優しいため、周辺の住人はもちろん駐在の警察官からも信頼されている。
笹本 紅葉（ささもともみじ）
伝説の札師（花札職人）の娘、登場時は16歳。この物語の主人公の一人。旧姓山野。父に続いておばにも先立たれ、おばの遺言に従って笹本万蔵を訪ねるが、その先で法律上万蔵の妻（兼、名目上組の代表者）になってしまっていたことを知る。当初は勝手の違う任侠の世界に途惑うものの、持ち前の明るさで色々な難局を乗り越えていく。
父が任侠の世界に通じていたこともあり、口上や啖呵でもいっぱしの口が利ける。その上で、親分衆に向かって「学生にも仁義がある」と言い放つなど、女子高生らしからぬ胆力も併せ持つ。
笹本 碧（ささもと みどり）
笹本万蔵の内縁の妻でもとは名の売れた深川芸者。登場時は28歳。この物語のもう一人の主人公。万蔵死後、実質的な組長としてささにしき組を取り仕切っていたが、万蔵が生活支援していた山野紅葉と知り合い、その子が法律上の母親となってしまっていたことに愕然とする。そのうえで、カタギである紅葉を任侠の世界に足を踏み込ませないように奔走する。
もと芸者でありながら凄腕の博徒（鉄火芸者と呼ばれる）でもあり、「隠し牡丹」の通り名を持つ。この名は「白粉彫り」によって興奮したり入浴したり血行が盛んになると牡丹の入墨が肌に浮かぶことに由来する。殴り込みの時に用いる武器は菊一文字。
陣吉（じんきち）
万蔵から杯を受けて（組に入って）10年あまり経つ古参の組員で、代貸（実質ナンバー2）の肩書きを持つ。肩書きどおり碧の補佐役であり、組員の中では一番出番が多い。かなりの苦労人のようで、種々のもめごとに対して仲裁役にまわることが多い。また、酔うと品のない冗談をいうクセがあり、紅葉を羞恥で赤面させた。
堀部 三吉（ほりべ さんきち）
ささにしき組の三下（下級組員）、スーパー笹屋の営業社員でもある。テキ屋ではお好み焼きを担当。ヤクザでありながら実直、温厚、勤勉で善人そのもの。ただし知性は少々怪しく、きろうとした仁義を途中で忘れてしまった。
高山 初太郎（たかやま はつたろう）
紅葉が通う高校の後輩。仁侠映画ファンで、高校の体育館で行われた手打ち式に感動してささにしき組の乾分（子分）となるが、理想（映画の世界）と現実（スーパー営業員としての御用聞きと配達）のギャップに苦悩する。それでも組を辞めることなく、組員その一兼紅葉のボディーガードとして時折登場する。
源（げん）
ささにしき組組員、かなりの老人。中庭の掃除をしていた。
徳（とく）
ささにしき組組員、ハゲ頭で顔がかなり前に突き出ている。テキ屋では綿あめを担当。売り上げ勝負でこしひかり組と対決するも、流行を外した商法により敗北。
修平（しゅうへい）
ささにしき組組員、かなりの老人。テキ屋では金魚すくいを担当。テキ屋稼業40年のベテランで、子供達に金魚すくいのコツを教えるなど優しく、暖かい雰囲気を持つ。
茂（しげ）
ささにしき組組員。古米会との手打ちの花会では合力（ツボ振りの手伝い）をやる予定だった。
大船（おおふな）
ささにしき組の顧問弁護士。笹本万蔵が山野紅葉との婚姻届を提出していたことを伝えた。
笹本 万蔵（ささもと まんぞう）
故人、ささにしき組の三代目組長。内縁の妻として碧をそばに置いていた。死に際して紅葉を養女とするために書類上の手続きをとるが、養子縁組と婚姻届を間違えて提出したために紅葉を妻に、碧を娘にしてしまった。故人となったため、紅葉が再婚することは可能だが離婚は不可能。
碧が惚れる侠客であったが、死後に発覚する種々のトラブルに周囲が呆れていた。

### こしひかり組
駅の北口に勢力を張るヤクザ組織。ささにしき組とは仲が悪いが抗争するほどではない。
組長
本名は不明。前組長の血縁らしく、一昨年跡目を継ぐ。碧いわく「ポチャポチャのボンボン」で、結構な平和主義者。子供達の遊び場がないということから、駅前の一等地を公園にしようと働きかけていた。子供のような派手なスーツに蝶ネクタイ、肥満体型にメガネをかけている。
銀（ぎん）
こしひかり組の幹部、実質的に組を取り仕切っている様子。凄腕の短刀使いであることから「ドス銀」の異名を持つ。しかし女人の色香に極めて弱く、碧が裾をはだけて太ももを見せただけで鼻血を噴き出した。テキ屋勝負でささにしき組（実質紅葉）に敗れ、その力量を認めるようになる。
与太郎（よたろう）
こしひかり組の下っ端組員。乗り込んできた碧に背を向けて組長の部屋に逃げようとしたり（組長の居場所を暴露してるようなもの）、機械の操作を誤って巨大お好み焼きにつぶされるなど、かなり思慮が足りない。
松（まつ）
こしひかり組組員、通称「コットン・キャンデーの松」。テキ屋では綿あめを担当。市場調査の差で「わたあめの徳」に勝つ。

### 古米会
西のヤクザ勢力。もとは複数の勢力だったが連合会となり東方進出を狙っている。
組長
組員がささにしき組の人間とイザコザを起こしたことを好機として力を誇示しようとするが、手打ちを行うための花会（賭場会場）を紅葉が通う高校の体育館にされたり、現金の賭けではなく、紅葉が小遣いで購入した菓子やケーキを景品とするゲーム会にされるなど、とことん肩透かしを食らわされて大激怒する。しかし、紅葉のやり方に賛同する他の組長らに恫喝され、組の看板を賭けて勝負するが敗北した。
妖（よう）
古米会組長が花会に連れて来た女性。凄腕博徒で「千目サイのお妖」の二つ名を持つ。碧の古い通り名である「隠し牡丹」を知っていた。ささにしき組の看板を賭けて丁半勝負（相手が振ったツボの丁半を当てる。どちらかが外すまで交互に続ける。）するも、敗れた。

### イタリアヤクザとその関係者
ジュリアーノ・ロッシ
イタリアのマフィア、ロッシ家の跡取り候補の1人。かなり性格が暗い。笹本万蔵とエンニオ・ロッシの約束にしたがって来日。極めて古いヤクザの作法に通じており、考え方も古風。マッセリーノ家の娘と恋仲で、両家に結婚を認めてもらうために奔走した。本国から持ち込んだ武器は日本刀「備前長船」。
マッセリーノ家とのいざこざの中でジュリエットと正式に結婚、アメリカに渡った。
ジョバンニ・ロッシ
イタリアのマフィア、ロッシ家の跡取り候補の1人。かなり軽い性格。笹本万蔵とエンニオ・ロッシの約束にしたがって来日。ジュリアーノとは違い、相手を理解するのではなく愛を囁いて結婚にこぎつけてしまおう（跡目争いに勝とう）とした。
マッセリーノ家とのトラブルが終結してもささにしき組に残り、「たくましいジョバンニ」となるべく修行しようとするが、碧の命令によって「どっか遠ーーーく」に捨てられたらしい。
マッセリーノ
イタリアで3本の指に入る巨大マフィアのボス。ゴリラのような容貌（&性格?）をしている。娘とジュリアーノとの結婚に、ジュリアーノがロッシ家を継ぐことを条件にした。娘が妊娠させられたことをメンツを潰されたと判断してロッシ家と抗争を画策したが、ささにしき組の逆撃を受けてなし崩し的に結婚式になだれ込まれ、2人を認めざるをえなくなった。
ジュリエット・マッセリーノ
マフィアのボスの娘、かなりの美女。ロッシ家のジュリアーノと恋人同士で彼の子を宿していたが、それが理由でロッシ家との親交がこじれてしまった。紅葉らの協力を得て、強引にジュリアーノと結婚し、父親に仲を認めさせた。
エンニオ・ロッシ
イタリアのマフィア、ロッシ家のボス。存命だが作品未登場。若い頃（戦時中）、海軍士官だった笹本万蔵と知り合い意気投合、子供ができたら結婚させようと約束を交わす。その約束にしたがって、二人の息子（ジョバンニとジュリアーノ）を来日させた。
マルゾッキ
マッセリーノ・ファミリーおかかえの医師。中年でメガネをかけている。前田産婦人科医院から奪還したジュリエットを診察し、日本医師の技量を賞賛した。

### 六甲寺家
六甲寺 純（ろっこうじ じゅん）
年齢は17〜18歳だが、帝京ホテルチェーンのオーナーをつとめる。若いに似ずかなりの殺気の持ち主。義母である美波子を血のつながりを超えて慕い、「浅草勝負」の決着をつけるために紅葉に近づいた。10年前のことを後悔している碧を発奮させるため、賭けの対象に紅葉を巻き込んで勝負する。紅葉が何の邪気も無く振ったツボの丁半を純と碧で一晩かけて読みあうが、負けてしまう。
その直後、疲労困憊状態で紅葉にコイントス勝負をもちかけられ勝ってしまい、失った帝京ホテルチェーンの権利を取り戻した（前田 京曰く、わざと勝たせて水に流した）。
六甲寺 美波子（ろっこうじ みなこ）
純の義母。もとは新橋随一の芸者で源氏名は晴香、深川芸者の碧とは甲乙付けがたい存在だった。互いを知る旦那衆によって浅草で技量勝負が行われ（浅草勝負）、歌、舞踏、三味線では勝負がつかず最後には博打で決着がはかられ敗北、その時に女の命である髪にハサミを入れられ廃業した。
当時こそ碧を恨んでいたものの、それも時とともに薄れていき、純の父と結婚、良き母として過ごした。臨終に際し駆けつけた純に対し、芸者を辞めながら芸者の心で死んでいくことを碧に謝ってほしいと遺言した。
六甲寺 修（ろっこうじ おさむ）
名前のみの登場、純の父。前妻と離婚して半年後に美波子と再婚した。

### その他のヤクザ
大河原 源三（おおかわら げんぞう）
八州連合会の会長。ささにしき組と古米会のイザコザに対する仲裁に尽力する。その後、紅葉の「学生の仁義」に感じ入り、花会の会場を学校の体育館に変更するなど、この手打ちを八州連合会そのものを賭けたバクチと見ていた。
組長
ささにしき組と古米会の手打ち式に参加した親分衆の1人。悪態をつきながら手打ち式場を出ようとした古米会組長を一睨みで縮み上がらせた。

### その他の人物
前田 京（まえだ みやこ）
紅葉が編入した高校でできた最初の友達。クラスの副委員長もつとめる。両親と兄が産婦人科医で本人も極めて頭がいい。2人で行動することが多く、種々のトラブルも二人同時に巻き込まれることが多い。気の強さは紅葉に負けない。
三上（みかみ）
紅葉が編入した高校での担任教師。痩せ型でメガネをかけ、神経質そうな印象。まだ若いはずだが髪の生え際がかなり後退しており、それを隠すために生え際の髪を長く伸ばしてハゲ部分を隠している。ヤクザが学校に乗り込んできたときも、生徒を守るため毅然とした態度をとっていた。新谷の担当編集者だった三上信一をモデルとしている。
松崎（まつざき）
紅葉が編入した高校でのクラスメイト。バイクに乗っているときに「いきなり開いたドアにバイクを当てられ難癖つけられた（自称）」ことから、ささにしき組と古米会のイザコザに発展した。
前田（まえだ）
京の父、産婦人科医院を経営する医師。偶然からジュリエットを診察、治療する。
鶴亀 松吉（つるかめ　まつきち）
区役所、婚姻届係員。外見はタヌキに酷似。紅葉による結婚強行作戦に引き出され、ジュリアーノとジュリエットの婚姻届を受理した。

## パロディ要素
うる星やつら
- こしひかり組の与太郎が「海が好き」と書かれたシャツを着ている。（藤波竜之介の父）
- 縁日で売られたお面が錯乱坊（チェリー）。

美味しんぼ
- ささにしき組とマッセリーノ・ファミリーの乱闘時に、山岡士郎と栗田ゆう子が味の批評をしている。

エリア88
- こしひかり組と古米会の手打ち式に立ち会った親分衆の中に、マッコイに酷似した者がいる。

## 連載終了と単行本第2巻
1985年に少年サンデーコミックスとして単行本第1巻が発売された後、締め切り厳守を言い出した編集部と、当時3誌に連載を持っていた新谷との確執により著者の執筆意欲が低下し、新谷から連載終了を申し出た（1985年から『週刊少年サンデー』で連載された『ジャップ』の改題問題に端を発する新谷と編集部との確執もあるとされる（週刊少年サンデー#週刊少年サンデー事件史））。このことから本作品は、新谷の中では「未完の作品」と位置づけられている。新谷が同社からの第2巻発売を拒否したため、読者の要望にもかかわらずその後第2巻は長らく発売されていなかった。1994年になり当時『ヤングアニマル』に『砂の薔薇』を連載していた白泉社からジェッツコミックスとして1、2巻が同時刊行された。連載終了から約10年が経過し、また、少年サンデーコミックス（新書判）とジェッツコミックス（B6判）ではサイズが異なるにもかかわらず、第2巻の売上の方が第1巻を上回ったことが関係者を驚かせた。大手書店の担当者が「読者の執念を感じます」と語っていたと新谷は述べている。

## 書誌情報
- 紅たん碧たん 1（少年サンデーコミックス）1985年6月、ISBN 4-09-121301-4
- 紅たん碧たん 1（ジェッツコミックス）1994年4月、ISBN 4-592-13533-4
- 紅たん碧たん 2（ジェッツコミックス）1994年4月、ISBN 4-592-13534-2
- 紅たん碧たん（白泉社文庫）1998年12月15日、ISBN 4-592-88506-6